# Bisdom Sibu
Het bisdom Sibu (Latijn: Dioecesis Sibuensis) is een rooms-katholiek bisdom met als zetel Sibu, in Maleisië. Het bisdom is suffragaan aan het aartsbisdom Kuching. 

## Geschiedenis
Het bisdom werd opgericht op 22 december 1986, uit delen van het aartsbisdom Kuching en het bisdom Miri. 

## Parochies
Het bisdom had in 2022 een oppervlakte van 41.484 km2 en telde 893.000 inwoners waarvan 14,6% rooms-katholiek was.

## Bisschoppen
- Dominic Su Haw Chiu (22 december 1986 - 24 december 2011)
- Joseph Hii Teck Kwong (24 december 2011 - heden; hulpbisschop sinds 25 januari 2008)

## Galerij van afbeeldingen

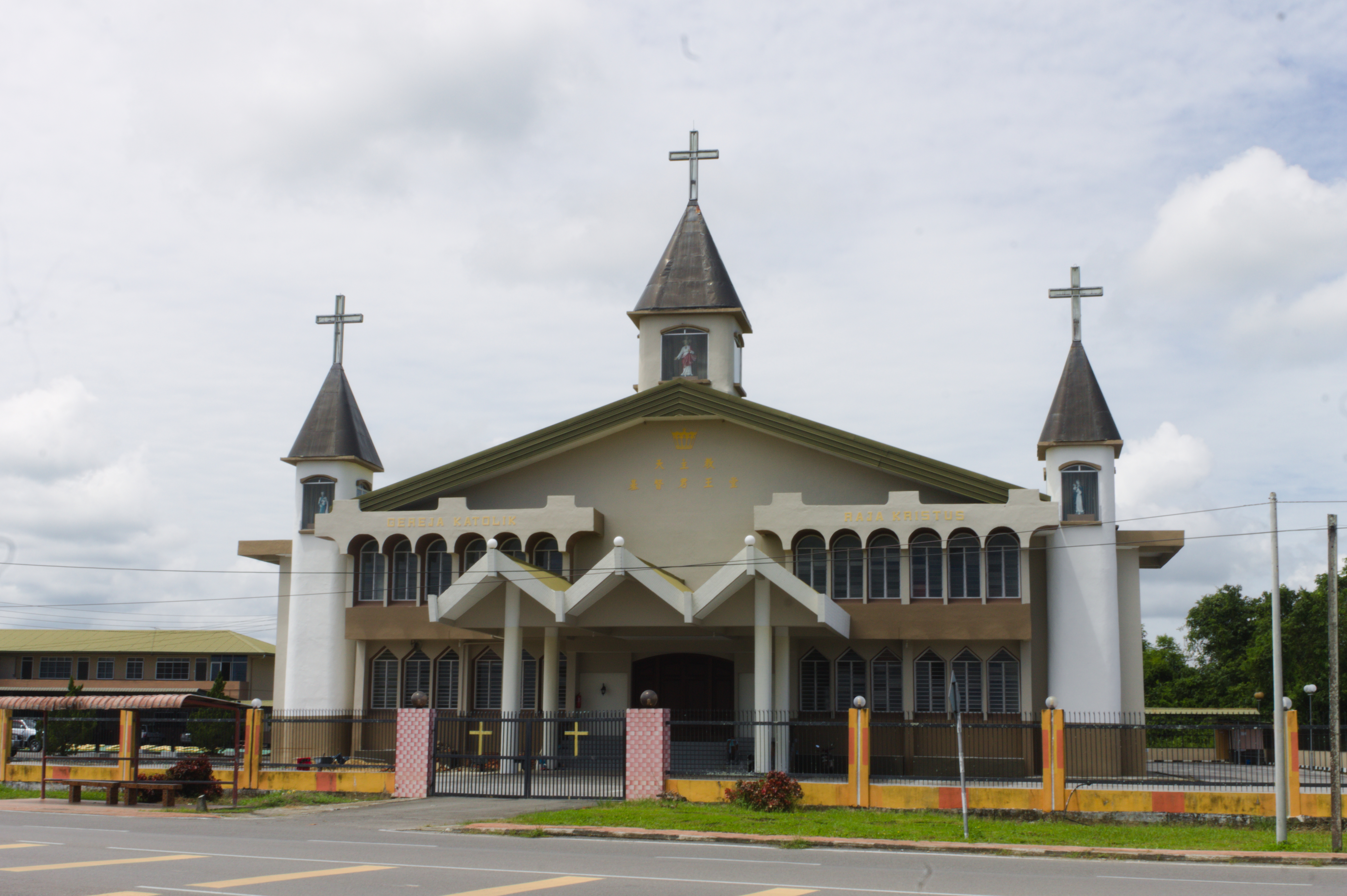
Christ the King-kerk in Bintangor in 2018
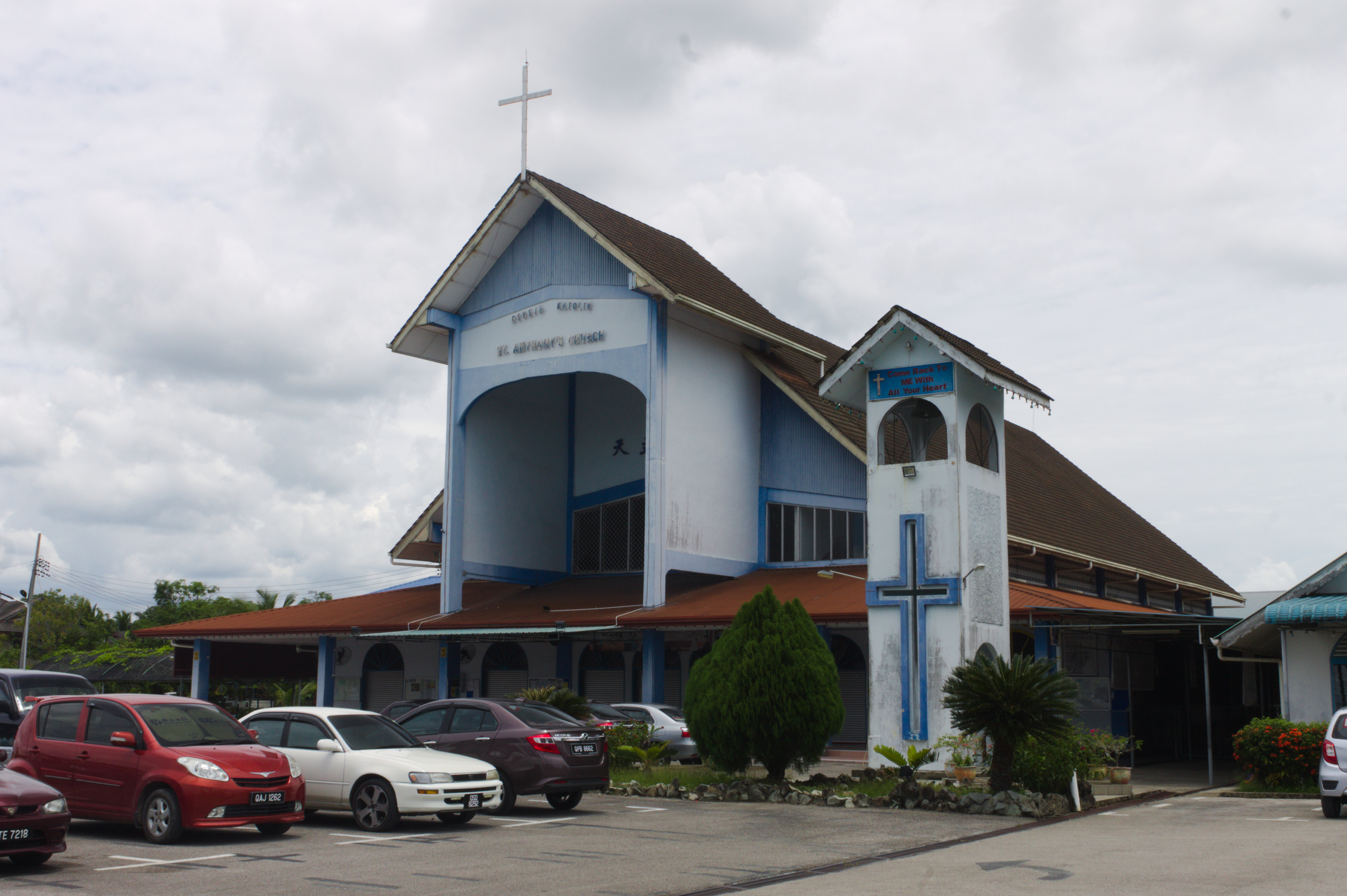
Sint Anthonius-kerk in Sarikei in 2018